# Powstanie oleskie
Powstanie oleskie – pierwsze zbrojne wystąpienie polskiej ludności zamieszkującej na Górnym Śląsku przeciwko Niemcom, zorganizowane w okolicach Olesna nocą 7/8 czerwca 1919 roku, poprzedzające powstania śląskie.

## Tło sytuacyjne
Już przed I wojną światową, w jej trakcie i bezpośrednio po jej zakończeniu Polacy zamieszkali na ziemi opolskiej w powiecie oleskim organizowali organizacje polskie: komórka Polskiej Organizacji Wojskowej Górnego Śląska od 1910 roku, Bank Ludowy w Oleśnie od 1911 roku, Chrześcijańskie Centrum i Koło Polskie, Towarzystwo Czytelni Ludowych (TCzL), Towarzystwo Gimnastyczne "Sokół", Towarzystwa Śpiewacze i chóry - w Oleśnie Chór "Paderewski", Rada Ludowa i Rada Polska (obie od XI 1918 - XII 1919), Powiatowa Rada Ludowa zorganizowana przez ks. Pawła Kuczkę, proboszcza z Wysokiej, Laskowskiego i Lampkego (XI 1918 - II 1920), Polski Klub Sportowy, Towarzystwo Oświaty na Śląsku im. św. Jacka od 1919 roku i Chór Mieszany "Lutnia" również od 1919. Istotną ostoję w utrzymaniu polskości odgrywały organizowane przez Towarzystwa Czytelni Ludowych czytelnictwo polskich książek historycznych i religijnych, organizacja nauki języka polskiego, konkursy, promowanie polskiej kultury ludowej, organizowane pielgrzymki do Częstochowy, wyjazdy na wycieczki do Wielunia i Warszawy. Oleska POW została zorganizowana przez Jana Przybyłka na początku 1919 roku. Przybyłek był pierwszym komendantem powiatowym.
Po zakończeniu I wojny światowej Polacy zamieszkali na ziemi oleskiej chcieli przyłączenia do Polski, Niemcy pozostania w Rzeszy. Na tym tle wybuchały nieporozumienia, a nawet bójki. 15 grudnia 1918 roku doszło w Oleśnie do pierwszych starć niemiecko-polskich. Żołnierze Grenzschutzu pobili na wiecu w Oleśnie ks. Kuczkę. W jego obronie stanęli polscy miejscowi chłopi z podoleskich wsi. Doszło do gwałtownych starć. Podpisany w czerwcu 1919 roku traktat wersalski nie przesądzał o losach ludności Górnego Ślaska. Ludność tej prowincji miała zdecydować o przynależności rejonu poprzez plebiscyt.
W związku z oczekiwaniem na plebiscyt, w celu przyspieszenia przyłączenia ziemi oleskiej do Polski ks. Kuczka, robotnik Walentyn Sojka z Łowoszowa oraz Laskowski, polski właściciel ziemski z Olesna, opracowali samodzielny plan opanowania całego powiatu Olesno i przyłączenia do Polski przy pomocy wojsk polskich, stacjonujących za Prosną i Liswartą. Plan przewidywał zerwanie łączności telefonicznej i kolejowej między Olesnem i okolicznymi powiatami. Jedna grupa powstańców miała wysadzić most pod Sowczycami, druga pod Kluczborkiem, co doprowadziłoby do całkowitego odcięcia od Opola, Lublińca i Kluczborka. Trzecia grupa miała uderzyć na baterie artylerii niemieckiej w Wojciechowie. Zadania wysadzenia mostów grupa polska w Oleśnie otrzymała od polskiego posterunku wywiadowczego w Praszce (posterunek nie zachęcał jednak do powstania). Zaopatrzenie w broń miało pochodzić z leśniczówki w Łowoszowie, gdzie rzekomo miał się znajdować niemiecki skład broni. Termin powstania wyznaczono na noc 7/8 czerwca 1919 roku (tj. z soboty na niedzielę, w którą wypadały Zielone Świątki).

## Przebieg powstania
W nocy z 7 na 8 czerwca 1919 roku powstańcy pod dowództwem Walentyna Sojki, murarza z Olesna Franciszka Grobelnego i robotnika z Zębowic Augustyna Koja, zgrupowali około 200-300 nieuzbrojonych powstańców w lasach między Łowoszowem, znajdującym się około 5 km na zachód od Olesna, a Wachowem. Zdołano przerwać łączność telefoniczną między Olesnem i innymi miejscowościami oraz zaminować most pod Sowczycami. Grupa uzbrojona w karabiny, pistolety i granaty ręczne kierowana przez braci Karola i Franciszka Maroniów uderzyła na leśniczówkę w Łowoszowie. Powstańcy wdarli się do leśniczówki, jednak nie znaleźli w niej spodziewanego magazynu broni. Zabrano tylko dwie fuzje myśliwskie. Wobec braku dostatecznej ilości broni, zaniechano ataku na baterię artylerii w Wojciechowie. Ludzi skoncentrowanych w lasach rozpuszczono. Działań nie wsparły też wojska polskie zza rzeki Prosny.

## Konsekwencje
Po ataku na leśniczówkę landrat oleski i prezydent rejencji w Opolu ściągnęli posiłki wojskowe. W wyniku śledztwa, rewizji i obław aresztowano ponad 60 osób. W lipcu 1919 roku przed nadzwyczajnym sądem wojskowym w Opolu stanęło 17 powstańców oskarżonych o zdradę stanu. Wyrok zapadł 7 lipca: Stanisław Węgier z Olesna i Franciszek Maroń z Łowoszowa skazani zostali na 5 lat ciężkiego więzienia, pozostali otrzymali kary od 3 miesięcy do 3 lat więzienia. Oleska POW uległa dekonspiracji, odrodziła się dopiero w marcu 1920 roku pod dowództwem Franciszka Grobelnego.